# الضفدع ميشيغان
الضفدع ميشيغان (بالإنجليزية: Michigan Frog) : هو شخصية كرتونية ظهر لأول مرة في فيلم الكرتون أمسية ضفدع (One Froggy Evening) من سلسلة ميري ميلوديز ، من إخراج تشاك جونز وكتابة مايكل مالتيز. في هذا الفيلم (المستوحى جزئيا من فيلم وانس أوبن أتايم للمخرج كاري غرانت)، ميشيغان هو ضفدع ذكر يرتدي قبعة عالية، يحمل عصا، يغني أغاني البوب، الراجتايم و التين بان أليي، وأغاني أخرى من أواخر القرن التاسع عشر وبداية القرن العشرين، كما عزف ويرقص البهلوانيات على طريقة فودفيل القرن العشرين.
كما ظهرت هذه الشخصية في فيلم كرتون أخر تحت عنوان أمسية ضفدع أخرى (Another Froggy Evening) الذي صدر في 6 أكتوبر 1995.